# Кудрявцев Володимир Олексійович
Володимир Олексійович Кудрявцев (нар. 7 жовтня 1934, м. Синельникове Дніпропетровської області — пом. 30 квітня 2014, Київ) — український поет та автор українських естрадних пісень 1970–1980 років.

## Життєпис

### Особисте життя
Свою першу дружину, Раїсу, Володимир зустрів на Сахаліні 1956 року під час служби в армії. 1956 року вони одружилися та переїхали до містечка Шахти (Ростовська область). 1957 року в них народилася донька Наталія. Через декілька років шлюб розпався. Незабаром Володимир зустрів Галину, яка жила в Кишиневі (Молдова). 1961 року в подружжя народилася донька Людмила. Проте їх спільне життя теж не було довговічним.
Мати Володимира, Ганна Денисівна, завжди була його опорою та вірним другом, допомагаючи в складні моменти життя порадою і навіть матеріально. Вона хотіла більшої стабільності в особистому житті сина. 1962 року Ганна Денисівна забрала до Києва першу доньку Володимира, Наталку, та допомагала її виховувати.
1964 року Володимир зустрів Велербіну. Вони одружилися після кількох днів знайомства та оселилися y Києві. 1966 року в подружжя народилася донька Леся. Сестри Наталка та Леся росли разом. Багато часу з ними проводила бабуся Ганна Денисівна. Хоч Володимир i намагався приділяти більше уваги родині стосунки з Велербіною не склались через його хаотичний ритм життя. 1970 року вони розлучилися.
Під час своїх подорожей до Ленінграду, Володимир зустрічався з талановитою співачкою Тамарою Міансаровою. Проте напружений графік гастролей співачки завадив встановленню більш стабільних відносин. 1971 року Володимир одружився учетверте з Тамарою. Незабаром, через важку хворобу, вона померла. Володимир почав пити. 1973 року він зірвався з балкону та потрапив до лікарні. Після безлічі операцій він знову міг ходити, але ще довгий час носив ортопедичний корсет. 1977 року він забрав до себе з Кишинева доньку Людмилу i вона кілька років жила з батьком.
Живучи у певному оточенні, Володимир не міг не піддатися спокусам шоу-бізнесу та мав романтичні стосунки з багатьма жінками. Перебуваючи в Італії, він познайомився з Діаною Лібераторі. У пари народився син Вольдемар. Роман з Діаною закінчився після того як Володимир повернувся до Києва. Упродовж багатьох років Володимир намагався знайти Діану та Вольдемара, але безрезультатно.
1979 рік став дійсно трагічним в житті пісняра. Загинула його маленька онучка Ганнуся, донька Наталки. Ця подія склала величезне враження на Володимира, він не переставав згадувати її і в старості. Серце його матері, Ганни Денисівни, не витримало болю і жінка померла два тижні після загибелі дівчинки.
Згодом Володимир повернувся до активного життя. 1981 року він одружився уп'яте з Інною. 1982 року вони переїхали до Ялти (Крим) та знімали кімнату y графському особняку на території Нікітського ботанічного саду. Якось Інна запропонувала дізнатися про історію цього будинку. Так народився проєкт зі створення музею «Монтедор»
З останньою, шостою, дружиною Оксаною Володимир познайомився 1986 року. Вони прожили разом близько одинадцяти років y Ялті. Після розлучення він втратив права на квартиру.

### Останні роки життя
Повертаючись до Києва, Володимир загубив свій паспорт. Через деякі несприятливі обставини він позбувся прав на іншу нерухомість у Києві. Його старша донька Наталія намагалася допомогти та клопотала по різних установах, але добитися правди було неможливо. Володимир почав зловживати спиртним. Так настала ще одна чорна смуга y його житті, а для його творчості — небуття.
Залишившись без грошей i без притулку, Володимир то тимчасово перебував у колишніх друзів, то жив у притулку під Обуховим. Потрапивши до лікарні, він зустрів свого колишнього знайомого лікаря Івана Харчука. Той, завдяки клопотанню Леся Танюка, влаштував Володимира у Будинок Ветеранів Сцени імені Наталії Ужвій у Пущі-Водиці біля Києва. Лесь Танюк згадував, що мусив піти майже проти закону, бо Володимир не був діячем сцени.
Були моменти розчарування і розпачу, поет навіть намагався покінчити з собою. Володимира врятував його новий товариш Микола Олейничук, колишній актор Ужгородського драматичного театру.  Вони стали нерозлучними друзями. Володимира заходили підтримати і старі друзі Павло Дворський, Юрій Рожков та інші. Доньки також відновили спілкування з батьком.
Останній рік хворів на рак. Помер 30 квітня 2014 року в Будинку ветеранів сцени ім. Наталії Ужвій у Києві, де перебував останні шість років свого життя.

### Творчий шлях
Співпрацював з композиторами О. Зуєвим, Ігорем Шамо, Олександром Білашом, Миколою Мозговим, О. Семеновою, Є. Мартиновим, Володимиром Івасюком та багатьма іншими. Найвідоміша пісня «Стожари» створена у співавторстві з композитором та співаком Павлом Дворським.
Його пісні виконували Назарій Яремчук, Василь Зінкевич, Софія Ротару, Лілія Сандулеса, Ліна Прохорова, Радміла Караклаїч, Євген Мартинов, Віктор Шпортько, Алла Кудлай, Надія Чепрага та популярні на той час українські ансамблі «Кобза», «Водограй», «Чарівні гітари», «Пламя», «Калина».
Початок кар'єри Володимира Кудрявцева був наповнений творчими пошуками. У середині 1950-ихх років він працював директором клубу культури в містечку Шахти, Ростовської області. Одночасно навчався співати та грати на акордеоні у Ростовському культосвітучилищі. Потім він переїхав до Кишенева, де виступав як ведучий концертів, читав лекції, писав п'єси, вірші, сценарії для спектаклів та концертів; навіть був задум поставити мюзикл. Володимир також підробляв актором, мріючи що колись стане майстром сцени.
На початку 1960-их, Володимир працював на Дніпровській гідроелектростанції. Там він познайомився з Лесем Танюком та В'ячеславом Чорноволом. Незабаром амбіційні сподівання привели Володимира до столиці України, Києва. Тут він влаштувався працювати до кіностудії імені Довженка та займався дубляжем. Він також викладав у Київському культосвітучилищі, але був звільнений з посади у зв'язку з антирадянською пропагандою.
У 1968 році він організував групу «Інтеріна», до складу якої входили студенти зарубіжних країн, що навчалися у столиці. Цікавим було те, що репертуар групи складався в основному з українських пісень. Під керівництвом Володимира «Інтеріна» стала переможцем національного конкурсу молодих виконавців.
На початку 70х Володимир працював редактором музичних програм на Українському радіо та паралельно навчався заочно в Інституті культури у Ленінграді. Це надало йому можливість зустріти композиторів, вже відомих метрів естради та молоді таланти. Під впливом оточення він продовжував розвивати свій поетичний дар та написав в цей період чимало віршів та пісень.
Багатообіцяючим був творчий союз Володимира з молодим композитором та співаком Євгеном Мартиновим. Якось, прогулюючись уздовж мальовничого берега Дніпра, Володимир запитав: «А чому б нам не написати пісню українською мовою? Сам же і виконаєш». Так з'явилася пісня «Кольори Кохання». У друзів було ще багато цікавих проєктів, проте їм не судилося збутися через раптову смерть Мартинова.
1979 року Володимир почав співпрацювати з Павлом Дворським. Павло на той час був одним з солістів ансамблю «Смерічка» і щойно починав кар'єру композитора. Разом вони написали пісню «Стожари». Вдала комбінація яскравих віршів, захоплюючої мелодії та неперевершеного виконання молодого співака Назарія Яремчука принесла заслужене визнання народу та славу авторам пісні. Пісня стала справжнім українським хітом.
Творчі союзи з такими авторами як Павло Дворський, Олександр Зуєв, Борис Монастрирський, Олексадр Білаш, Ігор Шамо, Микола Мозговий, Олексій Семенов, Володимир Ярцев, Володимир Івасюк, Левко Дутковський, Степан Сабадаш, Іван Голяк увінчалися незабутніми шлягерами. Пісні Володимира Кудрявцева виконувались на українському радіо та телебаченні Назарієм Яремчуком, Василем Зінкевичем, Софією Ротару, Лілією Сандулесою, Ліною Прохоровою, Тамарою Міансаровою, Радмілою Караклаїч, Євгеном Мартиновим, Аллою Кудлай, Надією Чепрагою, Віктором Шпортько та популярними на той час українськими ансамблями «Кобза», «Водограй», «Чарівні гітари», «Пламя», «Калина.»
Період з кінця 1980-их до середини 1990-их був наповнений новими проєктами та участю у політичному житті. Так, коли хвиля національної свідомості за незалежність України охопила країну, Володимир приєднався до «Руху». Потім, коли Володимир жив у Криму, він захопився ідеєю створення меморіального комплексу «Монтедор». Майбутній музей мав розповісти про діяльність видатних діячів мистецтва України та інших країн світу під час їх перебування у Криму. Вже було зібрано немало цікавих матеріалів про Лесю Українку, Адама Міцкевича, Олександра Пушкіна та Василя Жуковського. Ця ідея підтримувалась керівництвом міністерства культури у Києві. Однак, через нестаток фінансування праця по створенню музею була припинена. У 90х, Володимир багато співпрацював з Чорноморським ансамблем пісні та танцю, писав пісні, вірші, нариси. Про його роботу часто згадували місцеві видання, зокрема «Патріот Батьківщини».
Кар'єра Володимира декілька разів переривалася через нещасні випадки, які один за одним почали траплятися в особистому житті. Все це мало вплив на його здоров'я та привело до зловживання спиртним. 2000 року він втратив все і став практично банкрутом. Завдяки клопотанню друзів поет знайшов свій останній притулок у Будинку Ветеранів Сцени імені Наталії Ужвій, де він і прожив останні шість років.
Інформаційні видання проявили зацікавленість до важкої долі поета. У пресі почали з'являтись суперечливі публікації, деякі з них були базовані на неперевірених фактах. Володимира Кудрявцева також запросили на телебачення взяти участь y теле-шоу «Життя після слави» та в інтерв'ю з Павлом Дворським на телеканалі Інтер.
Колишні хіти Володимира знову прозвучали у виконанні сучасних артистів — Таїсії Повалій, Марійки Яремчук, Віктора Павліка та інших. Шлягер «А ми удвох» був перетворений на відео-кліп з кумедним сюжетом i виконаний Валерієм Леонтьєвим та Віктором Гордоном.
Останні роки життя пісняра були присвячені в основному спогадам та збиранню віршів написаних за увесь час творчості. Цей проєкт залишився незавершеним.

## Доробок

### Пісні
- «Стожари»
- «А ми удвох»
- «Запитай у серця, запитай»
- «Шовкова косиця»
- «Повір очам»
- «Ще не вечір»

## Відзнаки
- звання «Заслужений діяч мистецтв України»
- почесна грамота Президента України «За вагомий особистий внесок у розбудову Української держави та зміцнення її незалежності» (2008)

## Ушанування пам'яті
За ініціативою доньок Наталії та Лесі 3 грудня 2014 року було організовано концерт на вшанування пам'яті поета — післяопераційний.